# Кутуб Минар
Кутуб Минар, изписван също като Кутб Минар и Кутаб Минар, е минаре и „кула на победата“, която е част от комплекса Кутуб, обект на световното наследство на ЮНЕСКО в района на Мехраули в Ню Делхи, Индия.
Височината му е 72,5 метра, което го прави най-високото минаре в света, изградено от тухли. Кулата се стеснява и има диаметър при основата 14,3 метра, намалявайки до 2,7 метра в горната част в близост до върха. Има вита стълба от 379 стъпала.
Най-близкият му съперник е 62-метреното изцяло тухлено минаре в Афганистан, от около 1190 г., около десетилетие преди вероятния старт на кулата в Делхи. Повърхностите и на двете са украсени с надписи и геометрични фигури. в Делхи е с изпъкнала сталактитова форма, но като цяло минаретата заяпчват да се използват бавно в Индия и често са отделени от главната джамия.
Парсо-арабски и нагари в различни секции на Кутуб Минар разкриват историята на неговото изграждане, както и по-късните възстановявания и ремонти от Фироз Шах Туглук (1351–88) и Сикандар Лоди (1489–1517).
Има пет суперпоставени етажа. Най-ниските три се състоят от набраздени цилиндрични шахти или колони от бледочервен пясъчник, разделени от фланци и от етажни балкони, носени върху мукарнаски конзоли. Четвъртипт етаж е от мрамор и е сравнително обикновен. Петият е от мрамор и пясъчник. Фланците са тъмночервен пясъчник навсякъде и са гравирани с текстове и декоративни елементи. Цялата кула съдържа вита стълба от 379 стъпала. В подножието се намира джамията Куват ул Ислям. Минарът е наклонен малко над 65 сантиметра от вертикалата, което се счита за безопасно. Кутуб Минар е вдъхновение и прототип за много построени минарета и кули. 
Преди 1976 г. на широката общественост е разрешен достъп до първия етаж на минарето през вътрешното стълбище. Достъпът до върха е спрян след 2000 г. поради самоубийства. На 4 декември 1981 г. осветлението на стълбището спира да работи. Между 400 и 500 посетители се впускат към изхода. 47 са убити, има и ранени. Повечето от тях са ученици. Оттогава кулата е затворена за обществеността. След този инцидент правилата за влизане са много строги.